# Abaddon Incarnate
Abaddon Incarnate est un groupe irlandais de grindcore, originaire de Dublin.

## Histoire
Le groupe est formé en 1989 à Dublin sous le nom de Bereaved. Trois ans plus tard, la première démo Signs of Death sort, suivie de Tortured Souls en 1994. Avec la démo When the Demons Come en 1995, le groupe se rebaptise Abaddon Incarnate. En 1996, le groupe sort une promo de deux titres qui attire l'attention du label discographique indépendant Season of Mist, qui signe le groupe. Le premier album, intitulé The Last Supper, est enregistré en Finlande et masterisé par James Murphy en Floride. Après le départ de Rob Tierney, Corey Sloan (entre autres Arcane Sun et Fifth Dominion) rejoint le groupe. Le groupe se produit ensuite en première partie de Morbid Angel et Impending Doom.
Avec l'album Nadir sorti en 2001, le groupe passe sous le label irlandais Sentinel. L'album est enregistré dans les studios Soundlab en Suède sous la direction de Mieszko Talarczyk (Nasum). Après quelques remaniements, le troisième album, Dark Crusade, sort en 2003 sur Xtreem Music. Le quatrième album, Cascade, sort en 2009 sur Metal Age Productions. Un split CD avec Phobia suit en 2011. En 2022, il sort l'album The Wretched Sermon,,.

## Style musical
Abaddon Incarnate joue un mélange de death metal et de grindcore, parfois qualifié de deathgrind. Les textes du groupe sont orientés vers l'antichristianisme. 

## Discographie

### Albums studio
- 1999 : The Last Supper (Season of Mist)
- 2001 : Nadir (Sentinel)
- 2004 : Dark Crusade (Xtreem Music)
- 2009 : Cascade (Metal Age Productions)
- 2011 : Split-CD avec Phobia (Underground Movement)
- 2014 : Pessimist (Candlelight Records)
- 2022 : The Wretched Sermon

### Démos
- 1992 : Signs of Death (sous Bereaved)
- 1994 : Tortured Souls (sous Bereaved)
- 1995 : When the Demons Come
- 1996 : 2-Song
- 2001 : 3 Song